# 中国驻拉合尔总领事馆
中华人民共和国驻拉合尔总领事馆，简称中国驻拉合尔总领事馆，是中华人民共和国派驻巴基斯坦旁遮普省拉合尔的最高级别外交机构，位于拉合尔市新穆斯林城运河小区F-1号（F-1 Canal Cottages, New Muslim Town, Lahore）。领区包括除了拉瓦尔品第以外旁遮普省全部区域。

## 机构设置
中国驻拉合尔总领事馆设置下列机构：
- 政治和新闻处（商务）
- 领侨处
- 办公室